# Joanna Chorley

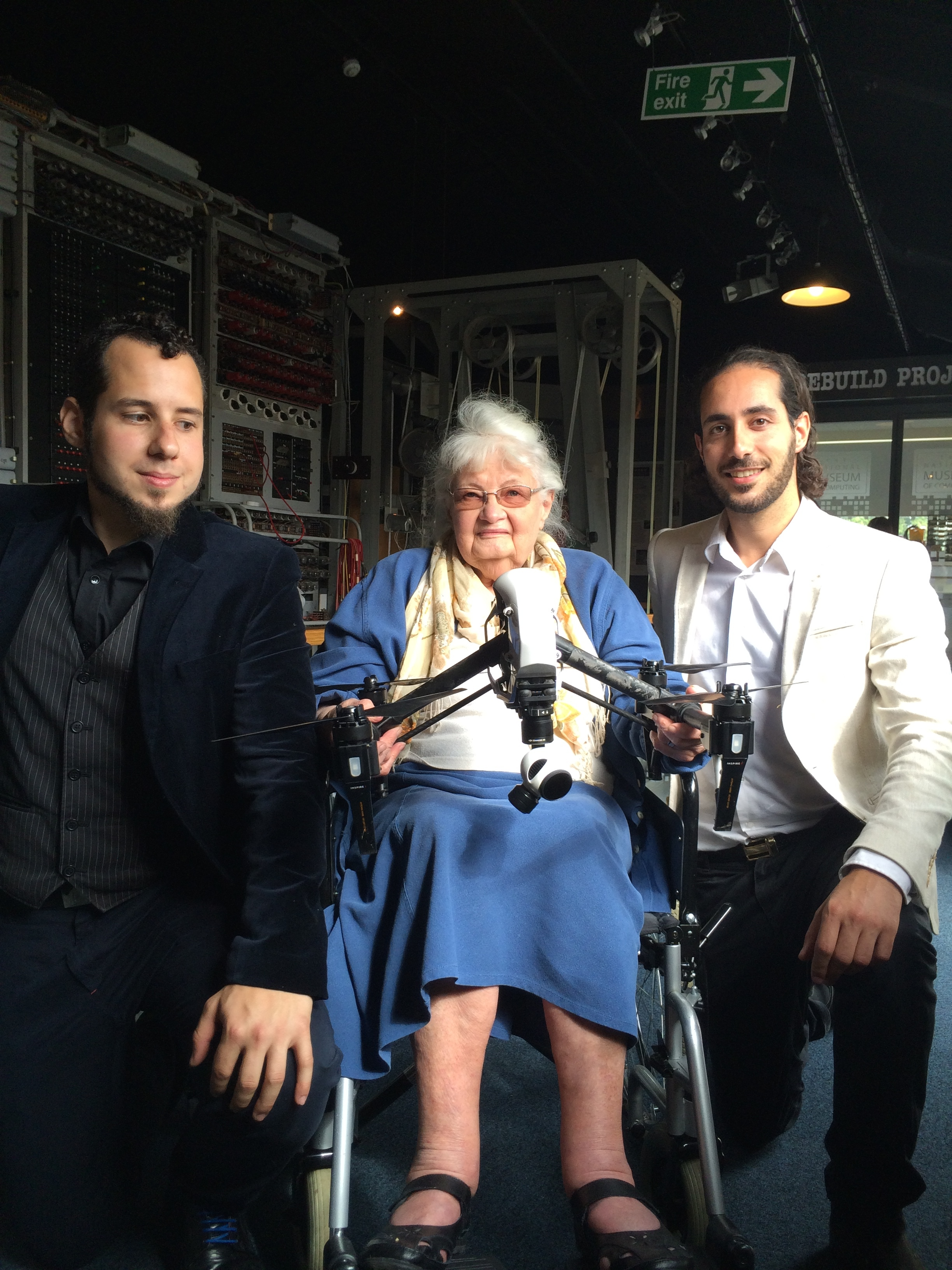
Joanna Chorley vor dem nachgebauten Colossus (17. August 2015).

Joanna Chorley (* 1925 in Cirencester; † 19. Februar 2019 in Tewkesbury) war während des Zweiten Weltkriegs als Mitarbeiterin des Women’s Royal Naval Service (WRNS) eine der Frauen in Bletchley Park, die mit ihrer kriegswichtigen Arbeit dazu beitrugen, den verschlüsselten deutschen Nachrichtenverkehr erfolgreich zu entziffern. Sie bediente Colossus, einen frühen Röhrencomputer, mit dessen Hilfe die Entzifferung der deutschen Lorenz-Schlüsselmaschine (SZ 42) ermöglicht wurde.

## Leben
Joanna wuchs in Cirencester (Grafschaft Gloucestershire) auf. Im Kriegsjahr 1944 ging sie nach Bletchley Park (B.P.), der etwa siebzig Kilometer nordwestlich von London gelegenen, damals hochgeheimen militärischen Dienststelle, in der der feindliche Nachrichtenverkehr entziffert wurde. Dort wurde sie zur Bedienerin des Colossus ausgebildet und half so mit, den mit dem deutschen Schlüssel-Zusatz SZ 42 verschlüsselten strategischen Nachrichtenverkehr der deutschen Wehrmacht „mitzulesen“.
Siebzig Jahre danach, im Jahr 2014, traf sie sich mit anderen ehemaligen Wrens am originalen Ort des Geschehens, der heute das Museum The National Museum of Computing (TNMOC) beherbergt. Zu dessen Sammlung gehört ein originalgetreuer Nachbau des Colossus, der unter Federführung des Briten Tony Sale (1931–2011) in den 1990er Jahren im Rahmen des Colossus Rebuild Project (deutsch Colossus-Wiederaufbau-Projekt) entstand.